# Museo Nacional y Centro de Investigación de Altamira
El Museo Nacional y Centro de Investigación de Altamira, también conocido simplemente como Museo de Altamira o Museo Altamira, es un centro para la conservación, investigación y difusión de la cueva de Altamira, en Santillana del Mar (Cantabria, España), declarada Patrimonio de la Humanidad por la Unesco en 1985.

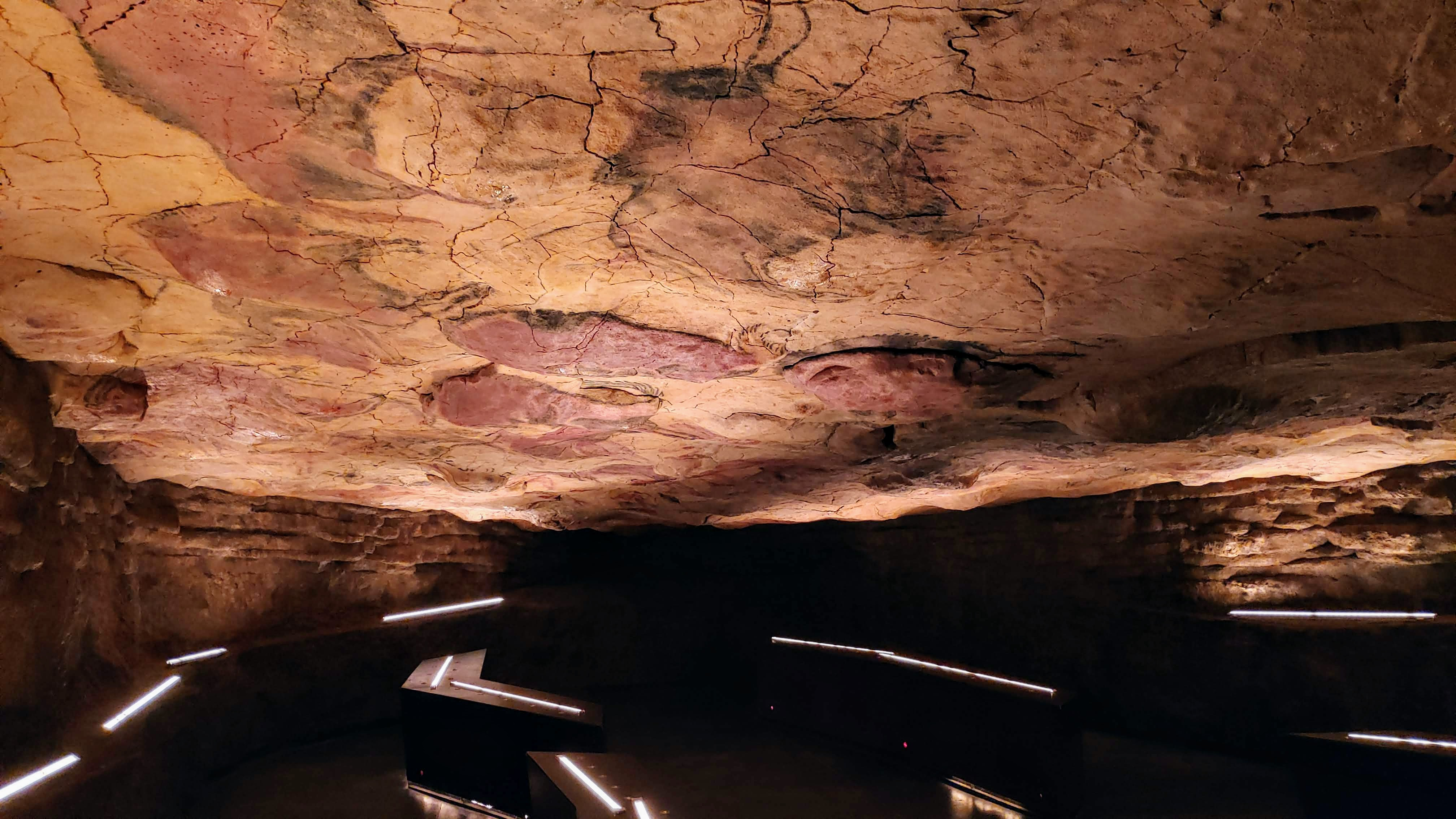
La neocueva de Altamira, dentro del museo.

Junto a la cueva, el museo ofrece al visitante talleres de tecnologías prehistóricas y la exposición permanente Los tiempos de Altamira, con objetos procedentes de dicho yacimiento, así como de los de El Morín, El Juyo y El Rascaño. También forma parte de esta exposición la denominada neocueva, una réplica artificial de las cuevas originales, construida con objeto de preservar las mismas de los perjuicios derivados de una afluencia masiva de visitantes.

## Historia
El amplio número de personas que deseaba ver la cueva y el largo periodo de espera para acceder a ella (más de un año) hizo plantearse la necesidad de construir una réplica. Desde 2001, junto a la cueva se levanta el actual Museo Nacional y Centro de Investigación de Altamira, obra del arquitecto Juan Navarro Baldeweg. Destaca en su interior la llamada Neocueva de Altamira, la reproducción más fiel que existe de la original y muy similar a como se conocía hace 15 000 años. En su interior se puede contemplar una reproducción de las famosas pinturas del Gran Techo de la cueva, llevada a cabo por Pedro Saura y Matilde Múzquiz, catedrático de fotografía y profesora titular de dibujo de la Facultad de Bellas Artes de la Universidad Complutense de Madrid, respectivamente. En esta reproducción se utilizaron las mismas técnicas de dibujo, grabado y pintura que emplearon los pintores paleolíticos. La reproducción se llevó a tal extremo que durante el estudio de las originales se descubrieron nuevas pinturas y grabados.
Es un museo nacional de España adscrito al Ministerio de Cultura, de gestión exclusiva por parte de la Dirección General de Bellas Artes y Patrimonio Cultural.

## Colecciones
Se custodian y muestran varias colecciones, procedentes de los hallazgos de la propia cueva de Altamira y de otras próximas, tales como:
- Cueva de Altamira (Santillana del Mar, Cantabria).
- Alrededores de Altamira (Santillana del Mar, Cantabria).
- Yacimiento de Cuchía (Cuchía, Miengo, Cantabria).
- Cueva del Castillo (Puente Viesgo, Cantabria).
- Cueva del Morín (Villanueva de Villaescusa, Cantabria).
- Cueva del Rascaño (Mirones, Miera, Cantabria).
- Cueva de El Salitre (Ajanedo, Miera, Cantabria)
- Cueva de Chufín (Riclones, Cantabria).
- Cueva del Juyo (Igollo de Camargo, Cantabria).
- Cueva de La Pila (Cuchía, Miengo, Cantabria).
- Cueva de Las Estalactitas (Santillana del Mar, Cantabria).
- Colección Instituto.
- Yacimientos inferopaleolíticos al aire libre.